# Возвращение Элиота Несса
«Возвращение Элиота Несса» (англ. The Return Of Eliot Ness) — телефильм канала NBC, снятый режиссёром Джеймсом Контнером и выпущенный в 1991 году.

## Сюжет
Элиот Несс возвращается в Чикаго, чтобы присутствовать на похоронах старого друга, бывшего члена «Неприкасаемых», который убит неизвестными преступниками.
Друга Несса подозревает в коррупции, но Элиот не верит этому и вместе с его сыном начинает расследование, встречаясь со старыми и новыми врагами…

## В ролях
- Роберт Стэк — Элиот Несс
- Джек Колман — Джил Лабин
- Филип Боско — Арт Мальто
- Энтони ДеСандо — Бобби Мальто
- Лиза Хартман — Мадлен Уайтфилд
- Чарльз Дёрнинг — Роджер Финн
- Майкл Копман — детектив Берт Муди

## Интересные факты
- Номинант на «Оскара», актёр Роберт Стэк, также сыграл Элиота Несса в телесериале 1959 года «Неприкасаемые».